# Videogame Rating Council
 (novembre 2019).
Si vous disposez d'ouvrages ou d'articles de référence ou si vous connaissez des sites web de qualité traitant du thème abordé ici, merci de compléter l'article en donnant les références utiles à sa vérifiabilité et en les liant à la section « Notes et références ».
Le Videogame Rating Council (VRC) est une organisation d'évaluation des jeux vidéo. Elle fut fondée en 1993 par Sega of America afin d'évaluer les produits sortis aux États-Unis sur Mega Drive, Game Gear et Mega-CD (et exceptionnellement quelques jeux sur ordinateur).

## Classification
| Icône | Description |
| ----- | --- |
|       | General Audiences (Tout public) Pas de sang, de jurons, de sexe, d'alcool ou de drogues. |
|       | Mature Audiences (Public mûr à partir de 13 ans) Le jeu est conseillé aux personnes de plus de treize ans. Le jeu peut contenir du sang et plus de violence qu'un jeu classé « GA ».                                            |
|       | Mature Audiences (Public mûr à partir de 17 ans) Le jeu est conseillé aux personnes de plus de dix-sept ans. Il peut contenir des scènes sanglantes, de la violence visuelle, du sexe, de la drogue, de l'alcool et des jurons. |
|       | Not Yet Rated (Pas encore évalué) Ce sigle apparaît uniquement pour indiquer qu'un jeu n'avait pas encore été évalué par le VRC.                                                                                                |